# Абарк
Абарк (фр. Habarcq) насеље је и општина у североисточној Француској у региону Север-Па д Кале, у департману Па де Кале која припада префектури Арас.
По подацима из 2011. године у општини је живело 672 становника, а густина насељености је износила 95,59 становника/km². Општина се простире на површини од 7,03 km². Налази се на средњој надморској висини од 94 метара (максималној 136 m, а минималној 77 m).

## Демографија
| 1962. | 1968. | 1975. | 1982. | 1990. | 1999. | 2011. |
| ----- | ----- | ----- | ----- | ----- | ----- | ----- |
| 355   | 376   | 374   | 391   | 581   | 609   | 672   |

График промене броја становника у току последњих година